# فرودگاه پانگهیون
 فرودگاه پانگهیون (به انگلیسی: Panghyon Airport) یک فرودگاه نظامی است . این فرودگاه در کشور کره شمالی قرار دارد و در ارتفاع ۸۹ متری از سطح دریا واقع شده است.